# 푸청구

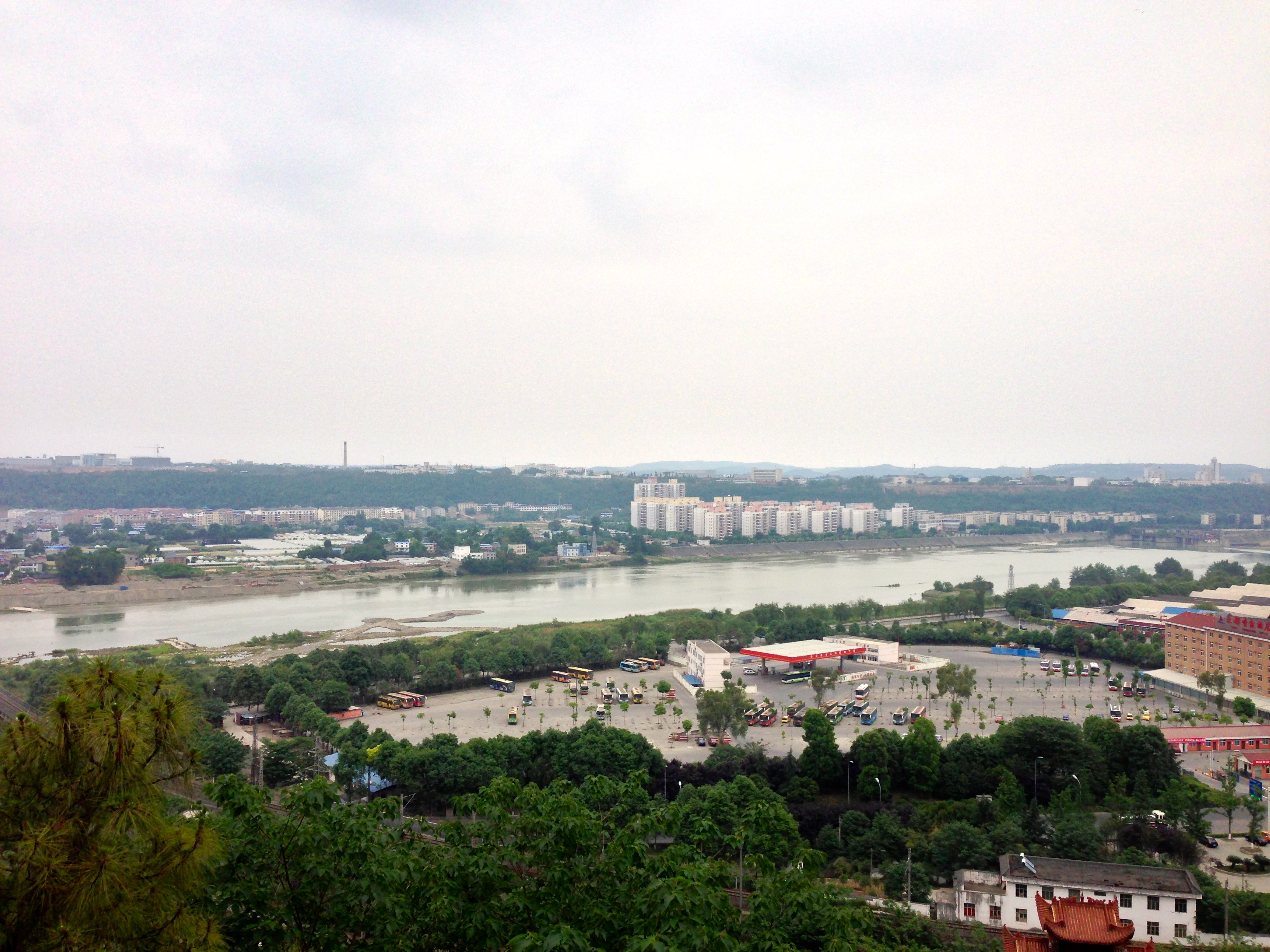

푸청구(한국어: 부성구, 중국어: 涪城区, 병음: Fúchéng Qū)는 중화인민공화국 쓰촨성 몐양 시의 현급 행정구역이다. 넓이는 597km2이고, 인구는 2007년 기준으로 660,000명이다.

## 기후
연평균 기온은 16.3℃이고 연평균 강수량은 932.3mm이다.

## 행정 구역
9개 가도, 14개 진, 2개 향을 관할한다.
- 가도: 城厢街道, 城北街道, 工区街道, 南山街道, 朝阳街道, 高新区街道, 经开区城南街道, 园艺街道, 创业园街道.
- 진: 丰谷镇, 关帝镇, 塘汛镇, 青义镇, 龙门镇, 石塘镇, 吴家镇, 杨家镇, 金峰镇, 玉皇镇, 新皂镇, 河边镇, 磨家镇, 永兴镇.
- 향: 城郊乡, 石洞乡.